# Cantonul Figeac-Est
Cantonul Figeac-Est este un canton din arondismentul Figeac, departamentul Lot, regiunea Midi-Pyrénées, Franța.

## Comune
- Bagnac-sur-Célé
- Cuzac
- Felzins
- Figeac (parțial, reședință)
- Lentillac-Saint-Blaise
- Linac
- Lunan
- Montredon
- Prendeignes
- Saint-Félix
- Saint-Jean-Mirabel
- Saint-Perdoux
- Viazac